# Atlantis (1913)
Pour les articles homonymes, voir Atlantis.
L'Atlantis (1913) est une goélette franche néerlandaise à coque acier construite en 1913. Il est transformé en voilier de croisières.

## Caractéristiques
L’Atlantis (1913) est un deux-mâts aurique (goélette franche) de 38.5 m de long (longueur hors tout) à coque acier, avec une largeur (maitre-bau) de 6.66 m et un tirant d'eau de 2.5 m. Il est équipé d'un moteur auxiliaire Detroit VF 71 de 318 chevaux et de 7 voiles formant 421 m² de surface de voilure dont :
- 1 brigantine (grand-voile aurique à cornes)
- 1 voile aurique à cornes sur le mât de misaine
- 3 focs

Le navire possède une capacité d’accueil de 22 personnes pour 2 à 3 membres d'équipage.

## Historique
Construit en 1913 à Waterhuizen aux Pays-Bas sur les chantiers J.J. Pattje. Il est transformé en navire de croisière. Son port d'attache actuel est Gronningen (Pays-Bas).